# Úhlová rychlost
Úhlová rychlost je fyzikální veličina popisující otáčivý pohyb tělesa. Vyjadřuje uraženou úhlovou dráhu, tedy změnu úhlu v obloukové míře, v radiánech, za jednotku času. Úhlová rychlost je pseudovektor (zjednodušeně se termín úhlová rychlost se stejnými jednotkami používá pro její průmět do osy rotace – pseudoskalár). Je třeba ji tedy nezaměňovat s úhlovou frekvencí, která je přímo skalárem s jednotkou s−1 a obvykle nesouvisí s otáčením.
Jednotkou uhlové rychlosti je radián za sekundu. Radián je v současné soustavě SI bezrozměrná jednotka. Úhlová rychlost má tedy stejný rozměr jako úhlová frekvence.
Časová změna úhlové rychlosti je úhlové zrychlení.

## Značení
- Symbol veličiny: ω.[1]
- Jednotka SI: radián za sekundu.[1]
- Značka jednotky: rad·s−1.[1]
- V některých aplikacích se používá i stupeň (°) za sekundu, Platí {\displaystyle 1^{\circ }{\text{s}}^{-1}=\pi /180\ {\text{rad}}\cdot {\text{s}}^{-1}}. Používá se např. i otáčka za minutu {\displaystyle (1\ {\text{ot}}\cdot {\text{min}}^{-1}=\pi /30\ {\text{rad}}\cdot {\text{s}}^{-1})}. Ani jedna z těchto jednotek však nepatří do SI soustavy.

- Výpočet:
  - Okamžitá úhlová rychlost {\displaystyle \omega ={\frac {\mathrm {d} \varphi }{\mathrm {d} t}}}
  - Průměrná úhlová rychlost {\displaystyle \omega ={\frac {\varphi }{t}}}

## Definice
Úhlová rychlost je definovaná jako časová změna (t) středového úhlu φ opsaného otáčejícím se (resp. natáčejícím se) průvodičem, kolmým k ose otáčení:
{\displaystyle \omega ={\frac {\mathrm {d} \varphi }{\mathrm {d} t}}\,}

Úhlovou rychlostí 1 za 1 sekundu se otáčí průvodič, který při rovnoměrné rotaci opíše úhel 1 radiánu za 1 sekundu.
Například minutové ručičky všech hodin a hodinek mají stejnou úhlovou rychlost, při různé obvodové rychlosti svých konců.

## Úhlová rychlost jako vektor
V některých případech (např. při prostorových pohybech) je vhodné definovat úhlovou rychlost jako vektorovou veličinu vztahem
{\displaystyle {\boldsymbol {\omega }}={\frac {\mathbf {r} \times \mathbf {v} }{|\mathrm {\mathbf {r} } |^{2}}}\,.}
Vektor {\displaystyle {\boldsymbol {\omega }}} je tedy kolmý k rovině tvořené polohovým vektorem {\displaystyle \mathbf {r} } a vektorem obvodové rychlosti {\displaystyle \mathbf {v} } pohybujícího se bodu. Vektory {\displaystyle {\boldsymbol {\omega }},\mathbf {r} ,\mathbf {v} } tvoří pravotočivou soustavu. Tento vektor má tedy vždy směr osy rotace (axiální vektor).
Jako definiční se uvádí i vektorový vztah obdobný skalární definici:
{\displaystyle {\boldsymbol {\omega }}={\frac {\mathrm {d} {\boldsymbol {\varphi }}}{\mathrm {d} t}}},
je však třeba mít na zřeteli, že orientovaný úhel {\displaystyle {\boldsymbol {\varphi }}} lze považovat za axiální vektor pouze pro infinitezimální otočení.

## Použití
Příklady použití:
- Otáčkoměr, například v automobilu, měří střední dobu jedné otáčky hřídele – periodu. Stupnice otáčkoměru je cejchována v obrácené hodnotě periody tj. kmitočtu, konkrétně střední počet otáček za jednotku času. Rozměr s−1; min −1.
- Okamžitá úhlová rychlost (rad·s−1) rotujících součástí spalovacího pístového motoru, během jednoho pracovního cyklu, není konstantní.
- Letecký přístroj zatáčkoměr na palubě letadla udává okamžitou úhlovou rychlost obvykle ve stupních za minutu (např. při úhlové rychlosti 3° za sekundu udělá letadlo 360° za dvě minuty). Ani tato úhlová rychlost (obvykle) nebývá konstantní.